# Epirinus mucrodentatus
Epirinus mucrodentatus là một loài bọ cánh cứng trong họ Bọ hung (Scarabaeidae).